# Rush Rush Rally Racing
Rush Rush Rally Racing, también conocido como R4, es un videojuego de carreras de rally desarrollado por el estudio holandés Senile Team y publicado por RedSpotGames. Es un juego de carreras en 2D de arriba hacia abajo para Sega Dreamcast y Wii similar a Micro Machines , un tipo de corredor fácil de aprender y jugar y difícil de dominar.
El 24 de febrero de 2017, el juego recibió un relanzamiento titulado Rush Rush Rally Reloaded.

## Jugabilidad
Rush Rush Rally Racing tiene varios modos de juego. El objetivo del modo de gran premio para un jugador es clasificar cada carrera al terminar tercero, segundo o en primer lugar. Si el jugador califica la carrera, pasará al siguiente nivel. Si el jugador no califica, puede volver a intentar el nivel hasta que se agoten sus continuos. El modo Grand Prix consta de 10 niveles, después de lo cual el jugador es recompensado con una secuencia final. Sin embargo, si el jugador termina en primer lugar en todos los niveles, se desbloquea un nivel 11 y se muestran otras secuencias finales, dependiendo de si el jugador termina primero en este nivel también.
En el modo versus, 2, 3 o 4 jugadores pueden competir entre sí en un modo de pantalla dividida. Nueve niveles están inicialmente disponibles para todos los modos multijugador, además de los niveles Grand Prix que también se pueden jugar. El modo de elementos es el mismo que el modo versus, con la adición de varios elementos que se encuentran dispersos por los niveles, como manchas de aceite, supervelocidad, invisibilidad, giro de 180 grados, etc. En el modo de dos jugadores Get Ahead, el objetivo es llegar tan lejos de tu oponente que desaparezca de la pantalla. Cada vez que un jugador lo logra, gana una ficha. El primer jugador en ganar 5 fichas es el ganador.

## Desarrollo
Senile Team comenzó el proyecto como una entrada para una competencia de codificación patrocinada por Lik Sang en 2006. Eligieron hacer un juego de carreras porque creían que podría completarse en un corto período de tiempo, se destacaría de la competencia como la mayoría de los juegos de Dreamcast lanzados después de la interrupción fueron Puzzle o Shooters.  Los corredores retro exagerados como Combat Cars, Micro Machines y Thrash Rally fueron citados como influencias para el juego. Lik-Sang se vio obligado a cerrar el 24 de octubre de 2006 debido a múltiples demandas de Sony Computer Entertainment Europe antes de la competencia de codificación y Senile Team había preparado para la participación en el concurso un conjunto mínimo de funciones: un jugador, un tipo de carro.
Senile Team estaba orgulloso del trabajo realizado en el juego, sin embargo, no era apto para publicarse, por lo que ampliaron la idea original y continuaron trabajando. Senile Team tardó tres años en terminarlo. En Gamescom 2010, Senile Team y RedSpotGames anunciaron el juego para WiiWare, con 2 nuevos modos (desafío y contrarreloj), el juego se podía jugar en el stand de RedSpotGames junto con sus otros juegos anteriores y futuros.
En 2017, Josh Prod publicó una versión de Dreamcast con todas las actualizaciones de Wii titulada Rush Rush Rally Reloaded.
A steam port was released in August 3rd 2022.

## Recepción
Rush Rush Rally Racing no recibió muchas críticas debido al lanzamiento del título en Sega Dreamcast, que en el momento del lanzamiento del juego había estado fuera de producción durante ocho años. BeefJack le dio al juego una puntuación de 8,8 sobre 10, citando el enfoque en un juego difícil que requería varias partidas y un alto nivel de presentación no solo para un juego independiente sino también para un juego de Dreamcast en general, como puntos destacados: "una curva de aprendizaje empinada que funciona a favor del título. A medida que dominas estos niveles y progresas a través del desafío, estás constantemente contigo, manteniendo siempre el juego fresco e intenso... Debido a esto, las carreras siempre son muy divertidas, ya que incluso después de jugar repetidamente, las cosas aquí nunca se vuelven obsoletas. . Sin duda es un sistema que requiere que des un poco para sacarle el máximo partido, pero al final es muy gratificante".
La revista británica GamesTM elogió a Rush Rush Rally Racing como "Uno de los mejores juegos multijugador de Dreamcast jamás creados". Los dos revisores del programa de entrevistas de videojuegos australiano Good Game (Good Game) dieron al juego un 4/10 y un 5/10.  La revista Retro Gamer otorgó al juego una puntuación del 84%, afirmando que "sufre de una curva de dificultad alta y ciertas pistas pueden ser un poco confusas en la primera jugada, pero sigue siendo un pequeño corredor excelente".